# Resolució 2308 del Consell de Seguretat de les Nacions Unides
La Resolució 2308 del Consell de Seguretat de les Nacions Unides fou adoptada per unanimitat el 14 de setembre de 2016. El Consell va ampliar el mandat de la Missió de les Nacions Unides a Libèria (UNMIL) fins al 31 de desembre de 2016.

## Contingut
El juny de 2016, la responsabilitat de la seguretat de Libèria va ser transferida de la UNMIL als serveis de seguretat de Libèria. El Consell estava satisfeta amb els esforços dels serveis de seguretat de Libèria en aquesta àrea. No obstant això, es van formular preguntes sobre l'aplicació de la llei i els esforços pel que fa a la reconciliació nacional. Es va demanar als Estats membres que proporcionessin més assistència al govern de Libèria. A més els conflictes sobre els recursos naturals, la tinença de la terra i la corrupció continuaven sent un problema per a l'estabilitat del país i el funcionament del govern.
El mandat de la UNMIL es va ampliar fins al 31 de desembre de 2016. La força es va mantenir igual. Abans de la transferència, la missió ja havia estat reduïda d'un total de 15.000 homes a 1.240 soldats i 606 agents, i ara tenien un paper de suport. A finals d'agost de 2016 la missió de l'ONU a Libèria era per a una avaluació estratègica. Al final de l'any es formularà recomanacions sobre el futur de la UNMIL, en què el Consell de Seguretat podria decidir si es podria rescindir l'operació de pau.